# ディアナ・アルファロ
ディアナ　アルファロ　バルディビア（Diana Alfaro Valdivia 1982年9月8日 - ）は在日外国人タレント。ペルー共和国出身。稲川素子事務所所属。

## 諸情報
- 身長:158cm
- 体重:48kg
- B:86　W:62　H:85
- 血液型A型
- 靴:24cm
- 瞳:ブラウン
- 髪:ブラウン

- 日本語・スペイン語のパーフェクト・バイリンガル
- 英語・イタリア語にも堪能
- 特技は和太鼓・ダンス・スポーツ全般
- 趣味は映画鑑賞・音楽鑑賞・スポーツ・スポーツ観戦・カラオケ・料理・バンド・グルメ・お酒・ショッピング・アウトドア・旅行・ドライブ・アート・語学・ゲーム・インターネット・ペット・美容・ダイエット。
- 夢は世界一周旅行。
- ダンスフリークで浅草サンバカーニバルに出演経験あり。その他、ベリーダンスを習っている。
- 雄のフェレットを2匹飼っている。名前はリンダとニナ。
- 夏はサーフィンを、冬はダーツを楽しむ。自身ではサーフィンの腕はあまり上がっていないと述べている。
- 好きなお酒はテキーラとシャンパン。
- 好きな有名人は松本幸四郎、ビートたけし、島田紳助。

## 出演履歴

### テレビ
- アイチテル!　レギュラー
- SmaStation4　レギュラー
- ランデヴー レギュラー
- 美食結社 WONDER KITCHEN
- ウルトラマンガイア 第51話「地球はウルトラマンの星」（1999年）※ノンクレジット
- ここがヘンだよ日本人
- なにさま!
- ショムニ
- ダブルスコア
- 「決死の瞬間」スペシャル
- スペイン語講座
- 恋愛中毒
- 奇跡体験!アンビリバボー
- 追跡まさかの大事件
- しあわせ家族計画
- ライオンのごきげんよう
- ワレワレは地球人だ
- 進ぬ!電波少年　（翻訳）
- 雷波少年　（翻訳）
- ほんパラ!関口堂書店
- とんねるずの生でダラダラいかせて!!
- 恋のから騒ぎ
- 合い言葉は勇気
- 探偵屋の女房
- あっぱれ日本一

### CM
- NTT

### 雑誌
- ポパイ
- anan

### その他
- 倉木麻衣プロモーションビデオ「Best of Hero」